# Argostemma tavoyanum
Argostemma tavoyanum är en måreväxtart som beskrevs av Nathaniel Wallich och John Johannes Joseph Bennett. Argostemma tavoyanum ingår i släktet Argostemma och familjen måreväxter. Inga underarter finns listade i Catalogue of Life.